# Polistes sagittarius
Polistes sagittarius  (лат.) — вид общественных ос из семейства Vespidae (Polistinae).

## Распространение
Тропическая и субтропическая Южная и Юго-Восточная Азия, включая Вьетнам, Индию, Индонезию, Филиппины.

## Описание
Крупные бумажные осы, длина 15,5—18 мм. Отличается от других видов подрода Polistella чёрными метасомальными III−VI-м сегментами, клипеусом и мезоскутумом (у близкого вида Polistes strigosus эти части тела коричневые). Пронотум бороздчатый. Вид включают в подрод Polistella (в котором около 85 видов), крупнейший из четырёх подродов Старого Света в составе рода бумажных ос Polistes. Впервые вид был описан в 1853 году швейцарским энтомологом Анри де Соссюром (Henri de Saussure; 1829—1925).